# Fondo comune per i prodotti di base
Il Fondo comune per i prodotti di base (Common Fund for Commodities), sigla CFC, è un'istituzione finanziaria intergovernativa costituita sotto l'egida della Conferenza delle Nazioni Unite sul commercio e lo sviluppo (UNCTAD).

## Storia
La IV sessione della Conferenza delle Nazioni Unite sul commercio e lo sviluppo (UNCTAD), tenuta a Nairobi, ha adottato la Risoluzione n. 93 del 30 maggio 1976 "Programma integrato per le materie prime", l'Accordo che istituisce il Fondo comune per i prodotti di base è stato approvato e sottoscritto a Ginevra il 20 giugno 1980, è entrato in vigore il 19 giugno 1989 e registrato al n. 26691, volume 1538, delle Nazioni Unite.
L'Accordo è stato emendato dal 26º Consiglio direttivo del 10-11 dicembre 2014 ed è entrato in vigore il 10 gennaio 2018.

## Finalità
La finalità primaria del Fondo è il consolidamento dello sviluppo socio-economico dei paesi produttori di materie prime attraverso il finanziamento o cofinanziamento di progetti destinati al miglioramento della produzione e della commercializzazione dei prodotti di base, di interesse dei paesi in via di sviluppo, in particolare dei paesi meno sviluppati.
Gli interventi sostenuti dal Fondo devono creare occupazione, in particolare per giovani e donne, aumentare i redditi familiari, ridurre la povertà e migliorare la sicurezza alimentare. 
Il Fondo tende anche al miglioramento dell'efficienza dei mercati ed allo sviluppo dei prodotti innovativi. Allo scopo di raggiungere tali obiettivi, sia per i progetti che per l'elaborazione dei piani d'azione quinquennali, lavora a stretto contatto con le Organizzazioni internazionali che si occupano dei prodotti di base.
Per le fonti di finanziamento, con l'Accordo istitutivo si è deciso di dotare il fondo di un capitale di partenza suddiviso in due conti: il primo conto serve a garantire, mediante gli interessi bancari derivanti dall'investimento stesso, la copertura dei costi del Segretariato e degli altri costi amministrativi; i fondi disponibili sul secondo conto servono per il finanziamento dei progetti. Con gli emendamenti approvati nel dicembre 2014 sono previste nuove misure di raccolta fondi per poter disporre di ulteriori fonti di finanziamento.

## Membri

### Paesi aderenti
- Afghanistan
- Algeria
- Angola
- Arabia Saudita
- Argentina
- Bangladesh
- Benin
- Bhutan
- Birmania
- Botswana
- Brasile
- Bulgaria
- Burkina Faso
- Burundi
- Camerun
- Capo Verde
- Rep. Centrafricana
- Ciad
- Cina
- Colombia
- Comore
- Rep. del Congo
- RD del Congo
- Corea del Nord
- Corea del Sud
- Costa d'Avorio
- Costa Rica
- Cuba
- Danimarca
- Ecuador
- Egitto
- Emirati Arabi Uniti
- eSwatini
- Etiopia
- Filippine
- Finlandia
- Gabon
- Gambia
- Germania
- Ghana
- Giamaica
- Gibuti
- Grecia
- Guatemala
- Guinea
- Guinea-Bissau
- Guinea Equatoriale
- Haiti
- Honduras
- India
- Indonesia
- Iraq
- Irlanda
- Italia
- Kenya
- Kuwait
- Laos
- Lesotho
- Madagascar
- Malawi
- Malaysia
- Maldive
- Mali
- Marocco
- Mauritania
- Messico
- Mozambico
- Nepal
- Nicaragua
- Niger
- Nigeria
- Norvegia
- Paesi Bassi
- Pakistan
- Papua Nuova Guinea
- Perù
- Portogallo
- Regno Unito
- Ruanda
- Russia
- Samoa
- São Tomé e Príncipe
- Senegal
- Sierra Leone
- Singapore
- Siria
- Somalia
- Spagna
- Sri Lanka
- Sudan
- Svezia
- Tanzania
- Thailandia
- Togo
- Trinidad e Tobago
- Tunisia
- Uganda
- Venezuela
- Yemen
- Zambia
- Zimbabwe

### Istituzioni aderenti
- Comunità andina
- Comunità Caraibica
- Comunità dell'Africa orientale
- Comunità di sviluppo dell'Africa meridionale
- Comunità economica degli Stati dell'Africa occidentale
- Mercato comune dell'Africa orientale e meridionale
- Unione africana
- Unione economica e monetaria ovest-africana
- Unione Europea

## Organizzazione

### Consiglio direttivo
Il Consiglio direttivo è composto dai rappresentanti degli Stati membri, si riunisce ogni anno e vi partecipano i paesi membri, membri istituzionali e gli osservatori che rappresentano organizzazioni intergovernative. Il Consiglio direttivo determina le politiche e le principali linee di lavoro del Fondo.

### Comitato esecutivo
Il Comitato esecutivo garantisce la gestione complessiva del Fondo, si riunisce due volte l'anno, prepara i lavori del Consiglio direttivo e vigila sulla corretta esecuzione delle sue decisioni.

### Comitato consultativo
Il Comitato consultativo, composto da nove esperti indipendenti, è un organo consultivo del Comitato esecutivo sugli aspetti tecnici ed economici dei programmi presentati al Fondo per il finanziamento e il cofinanziamento e sulle priorità connesse a tali proposte.

### Segretariato
Il Consiglio Direttivo nomina il Direttore generale, responsabile dell'attività ordinaria del Fondo; resta in carica per quattro anni e può essere riconfermato.

## Partenariati
Il Fondo comune per i prodotti di base, con il sostegno dell'UNCTAD e della FAO, promuove progetti in collaborazione con governi, organizzazioni e controparti pubbliche o private; agisce in partenariato con le organizzazioni internazionali per le materie prime:
Organizzazione internazionale del cacao (ICCO), Organizzazione internazionale del caffè (ICO), Comitato consultivo internazionale del cotone (ICAC), 
Consiglio internazionale dei cereali (IGC), Consiglio Oleicolo Internazionale (IOC), Organizzazione internazionale dello zucchero (ISO), Organizzazione internazionale per il legname tropicale (ITTO), Gruppo internazionale di studio della gomma (IRSG).
Le collaborazioni di estendono anche a organizzazioni finanziarie internazionali: Fondo OPEC per lo sviluppo internazionale (OFID), All ACP Agricultural Commodities Programme (AAACP), fondi dell'Unione Europea destinati al Gruppo degli stati dell'Africa, dei Caraibi e del Pacifico, Fondo fiduciario del Ministero per il Commercio Estero e la Cooperazione allo Sviluppo dei Paesi Bassi (DTF I).

## Progetti
- Avvio di una società finanziaria innovativa per la coltivazione del cacao nelle Filippine.[16]
- Produzione di olio extravergine di avocado certificato biologico in Kenya.[17]
- Capitale di esercizio per la coltivazione di frutta e spezie biologiche coltivate in Madagascar.[18]